# The Wreck of the Dunbar or The Yeoman's Wedding
The Wreck of the Dunbar or The Yeoman's Wedding è un cortometraggio muto del 1912 diretto da Gaston Mervale e interpretato dalla giovane Louise Carbasse. Diventata la più famosa attrice australiana, Carbasse andò negli Stati Uniti, lavorando a Hollywood dopo aver cambiato il proprio nome in quello di Louise Lovely.
Prodotto dall'Universal Films SEE, il film venne distribuito in sala il 10 giugno 1912.

## Produzione
Il cortometraggio fu prodotto dall'Universal Films SEE.

## Distribuzione
Uscì nelle sale cinematografiche il 10 giugno 1912.